# Eddin
 (juillet 2025).
Eddin, né en 1999 à Berlin-Wedding, est un rappeur et chanteur allemand d'origine bosniaque .

## Biographie
Eddin a grandi à Berlin-Charlottenburg dans un milieu pauvre. Il obtient un diplôme de fin d'études secondaires puis commence à travailler dans le secteur du bâtiment. Dès son plus jeune âge, il est entré en contact avec le rap allemand et commence à rapper à partir de 2014. Il choisit son vrai prénom comme nom de scène,.
Plus tard, il adopte le style trap . Ses premières musiques sont publiées sur YouTube. C'est avec le single Da für dich qu'il attire l'attention d'Epic Records qui signe l'artiste en 2020 . Peu après la signature du contrat, il quitte son travail pour se consacrer pleinement à sa carrière musicale.
Le 5 février 2021, il parvient pour la première fois à entrer dans les charts allemands. Son single Not Real atteint le numéro 84. À la fin de l'année, sort son single I ke harru, qui atteint la 33ᵉ place.

## Style
Eddin est influencé par le street rap, qu'il mélange avec la trap et de l'autotune .

## Discographie

### Single
- 2017: Samo To
- 2017: Mary Jane
- 2018: Fleur de Lys
- 2018: Eddin Nasib
- 2018: Ma Vie
- 2018: Badboy
- 2018: Eddin E’s
- 2019: Da für dich
- 2019: Milano
- 2020: Anders
- 2020: Leben ohne Plan
- 2020: Warum
- 2020: 1001
- 2020: Au revoir
- 2021: Nicht echt
- 2021: Karma
- 2021: Tut mir leid
- 2021: Krank
- 2021: Allein
- 2021: Du
- 2021: Zu spät
- 2021: I ke harru
- 2022 : Sorry(#1 dans les tableaux de tendances single allemands du 18 février 2022  )
- 2022: Kurz vor 6
- 2022: Jordan One
- 2022: Sex (feat. Eddin)
- 2022: Minirock (#15 der deutschen Single-Trend-Charts am 6. Mai 2022[8])
- 2022: Lebst du noch (#18 der deutschen Single-Trend-Charts am 21. Mai 2022[9])
- 2022: Fucked up
- 2022: Allô avec Milano
- 2022 : Bad Vibez (#11 dans les charts de tendances single allemands du 2 septembre 2022  )
- 2022 : Du fehlst
- 2023 : Sommer ohne dich (#17 dans le classement des singles allemands du 9 juin 2023  )

### Apparitions
2022 : 
- MadeInParis - Sex [Remix]